# Berliner Fußball-Club Germania 1888
Il Berliner Fußball-Club Germania 1888, abbreviato BFC Germania, è una squadra di calcio di Berlino. Fondata il 15 aprile 1888, è il club calcistico, ancora in attività, più antico del paese, e per questo è parte del Club of Pioneers, associazione che accoglie i club più longevi per ogni federazione.

## Storia

### 1888-1897
La squadra è stata fondata da Paul Jestram, con i fratelli Max, Fritz e Walter e da un certo numero di loro compagni del liceo Akanischen in un periodo in cui il calcio non era molto diffuso in Germania. Diedero alla propria squadra il nome latino della loro patria, "Germania". Le prime partite furono giocate sui campi di Tempelhof, dove più tardi sorgerà l'omonimo aeroporto.
Il Bfc Germania costituisce nel novembre 1890 la prima Lega di calcio in Germania, la BDF (Bund Deutscher fußballspieler) assieme ad altre squadre berlinesi BFC Vorwärts 1890, BFC Askania 1890, Borussia BFC 1890, BFC Concordia 1890, BFC Hellas 1890, 1890 BFC Tasmania e BFC Teutonia 1891. I ragazzi di Tempelhof vinceranno l'unica edizione della BDF nel 1891. Una formazione del Bfc Germania in quell'anno era: Leux; Paul Jestram, Maurer; Lamprecht, Fritz Jestram, Böhm; Demmler, Max Jestram, Fietze, Gräfe, Zink. Nel febbraio del 1892 a causa disaccordo sul se o non consentire agli stranieri di partecipare alle gare del campionato e come gestire il trasferimento di giocatori tra squadre determinerà il fallimento della DBF e la formazione della DFuCB. Il Bfc Germania non sarà considerata campione di Germania perché la Lega era limitata alla sola Berlino e sarebbe stato necessario che ci fosse stata almeno un'altra lega in altra località per poi disputare un'eventuale finale. Nel 1892 il Bfc Germania sconfiggerà per 3 a 1 il The English fc, vincitori di in un'altra lega berlinese. Vittoria questa che viene considerata dai Germanen come un secondo titolo nazionale, mentre per altre fonti è stato solo uno spareggio tra le vincitrici di due leghe. In seguito a causa di un atteggiamento troppo nazionalista e l'incapacità di cooperare con i migliori club, porterà un iniziale rifiuto all'entrata nella DFuCB. Infatti i dirigenti dell'Bfc Germania non volevano in squadra giocatori stranieri, specialmente di origine britannica. Una volta ammessa parteciperà a sei campionati e per quattro volte arriverà solamente seconda, preceduta sempre dalla BTuFC Vicktoria 89.

### 1899-1904
Dopo due anni di inattività, in cui i suoi giocatori più rappresentativi andranno a giocare in altre squadre (Walter Jestram passa al Britannia SV 92), la squadra si ricostituisce nel 1899. Nel 1900 il Bfc Germania diventa membro fondatore della DFB (Deutscher Fussball Bund), l'attuale federazione calcistica tedesca. I giocatori più importanti saranno il portiere Eichelmann, l'interno Zierold, che prenderanno parte alle partite della selezione nazionale tedesca (precursore della nazionale di calcio) e l'ala destra Wagner. Ma ormai la squadra era in declino, nel 1904 retrocede nella seconda Lega di Berlino. A seguito della retrocessione Eichelmann passerà al BtuFc Union 92.

### 1904-1918
Dopo solo un anno, la squadra ritorna in massima divisione. Il 29 aprile 1905, di fronte a mille spettatori, sconfigge in amichevole la squadra dilettante inglese del Civil Service London per 3-2. Due suoi giocatori vengono convocati nelle primissime partite della nazionale tedesca nel 1908 (Fritz Baumgarten e Hans Schmidt), nel 1909 retrocede di nuovo. La squadra si rinforza con l'ex giocatore della nazionale Willy Tänzer. Due fugaci ritorni nel 1912 e 1918 nella massima divisione berlinese non avranno fortuna, e il Bfc Germania sparì.

### Tra le due guerre
All'epoca del Terzo Reich, il BFC Germania attirò solo l'attenzione politica: in una pubblicazione anniversario si vantavano di essere il primo club tedesco ad escludere membri ebrei dopo la presa del potere e a rifiutare l'ammissione a persone di fede ebraica .

### Secondo dopoguerra
Dopo la seconda guerra mondiale, tutte le associazioni tedesche vengono sciolte. Viene rifondata come SG Neu-Tempelhof e partecipa al campionato di terza divisione berlinese, dove in 18 partite consegue un pareggio e 17 sconfitte. Ritornata a chiamarsi Bfc Germania 1888, nel 1953 vince il suo girone di A-Klasse, con l'allenatore "Moppel" Schmidt, e viene promossa nell'Amateureliga Berlin, ma arriverà ultima. Nel 1974 viene ingaggiato come allenatore l'ex giocatore di Hertha Berlino e della nazionale rumena László Gergely.

### Tempi recenti
Nel 1988, anno del centenario della squadra, il Bfc Germania 88 passa a giocare le partite casalinghe dal Fritz-Ebert Stadion, che doveva condividere con altre società, allo Sportlage in Götzstraße. Negli anni novanta gioca stabilmente in Landesliga, ingaggiando tra gli altri l'ex giocatore dell'Union Berlin Olaf Reinhold. Gli anni migliori per la società saranno gli anni duemila, dove grazie al presidente Matthias Sender disputa tre campionati nella Verbandsliga, la massima competizione regionale berlinese. Seconda nel 2003 nella Landesliga, viene promossa in Verbandsliga. Il primo anno arriva al nono posto. L'anno successivo la squadra si rinforza anche con giocatori provenienti dall'Hertha BSC II (Stevens, Winiger, Steiner). Inizio campionato lotta per le prime posizioni, ma alla lunga deve cedere il passo al BFC Preußen e a fine campionat sarà solamente quarta. Nell'estate 2005 lo sponsor abbandona il Germania, che sarà costretta ad affrontare il campionato in emergenza, dove arriverà ultima con soli dieci punti totalizzati. In seguito la squadra decade e retrocede quattro volte in cinque anni, arrivando a giocare al penultimo livello.

## Palmarès

### Competizioni nazionali
- Bezirksliga: 1

2000-2001

### Altri piazzamenti
- Landesliga:

Secondo posto: 2002-2003
Terzo posto: 2001-2002
- Kreisliga:

Terzo posto: 2013-2014

## Giocatori celebri
- Walter Jestram giocò nel Bfc Germania dal 1888 al 1900 prima di passare al BTuFC Britannia 1892.
- Paul Eichelmann, nato nel 1879, fu portiere dal 1899 al 1904. Giocò una volta nella rappresentativa nazionale tedesca, prima di passare al BTuFC Union 1892.
- Zierold, attaccante, giocò tre partite nella rappresentativa nazionale tedesca.
- Fritz Baumgarten, nato nel 1886, fu portiere del Bfc Germania dal 1906 al 1914. Giocò una partita nella nazionale tedesca contro la Svizzera nel 1908.
- Hans Schmidt, nato nel 1887, fu ala destra dal 1905 al 1914. Giocò la terza partita della Nazionale tedesca nel 1908, contro l'Austria.
- Willy Baumgärtner, nato nel 1890, giocò giovanissimo nel Bfc Germania (dal 1905 al 1907) prima di passare allo SV 04 Düsseldorf. Fece parte della prima partita ufficiale della nazionale tedesca nel ruolo di ala sinistra. Aveva solo 17 anni e mai nessuno più giovane di lui avrebbe indossato la maglia della nazionale.